# Gostemitz
Gostemitz is een plaats in de Duitse gemeente Jesewitz, deelstaat Saksen, en telt 77 inwoners.